# Tài nguyên
Tài nguyên là một nguồn hoặc nguồn cung cấp từ đó một lợi ích được tạo ra và có một số tiện ích. Các tài nguyên có thể được phân loại theo mức độ sẵn có của chúng - chúng được phân loại thành các tài nguyên có thể tái tạo và tài nguyên không tái tạo. Tài nguyên cũng có thể được phân loại là tài nguyên thực tế và tài nguyên tiềm năng trên cơ sở mức độ phát triển và sử dụng, trên cơ sở nguồn gốc, chúng có thể được phân loại là tài nguyên sinh học và tài nguyên phi sinh học, và trên cơ sở phân phối của chúng, như tài nguyên phổ biến và tài nguyên cục bộ (tư nhân, cộng đồng tài nguyên thiên nhiên và quốc tế). Một thứ trở thành một nguồn tài nguyên với thời gian và phát triển công nghệ. Lợi ích của việc sử dụng tài nguyên có thể bao gồm tăng thêm giàu có, hoạt động đúng đắn của một hệ thống hoặc nâng cao phúc lợi. Từ quan điểm của con người, tài nguyên thiên nhiên là bất cứ thứ gì có được từ môi trường để thỏa mãn nhu cầu và mong muốn của con người. Từ góc độ sinh học hoặc sinh thái với quy mô rộng lớn hơn, một nguồn tài nguyên đáp ứng nhu cầu của một sinh vật sống (xem tài nguyên sinh học).
Khái niệm tài nguyên đã được phát triển trên nhiều lĩnh vực công việc được thiết lập, về kinh tế, sinh học và sinh thái, khoa học máy tính, quản lý và nguồn nhân lực - liên quan đến các khái niệm cạnh tranh, bền vững, bảo tồn và quản lý. Trong ứng dụng trong xã hội loài người, các yếu tố thương mại hoặc phi thương mại đòi hỏi phải phân bổ nguồn lực thông qua quản lý tài nguyên. 1+1=3